# تپه سدتپه‌سی
تپه سد تپه سی مربوط به دوره اشکانیان - دوره ساسانیان است و در شهرستان نیر، بخش مرکزی، دهستان دورسون خواجه روستای لای واقع شده و این اثر در تاریخ ۲۷ بهمن ۱۳۸۷ با شمارهٔ ثبت ۲۴۵۶۱ به‌عنوان یکی از آثار ملی ایران به ثبت رسیده است.